# Kimberly McCullough
Kimberly Anne McCullough (Bellflower (Californië), 5 maart 1978) is een Amerikaanse actrice, filmproducente en filmregisseuse

## Biografie
McCullough werd geboren in Bellflower (Californië) in een gezin van drie kinderen en is van Schotse afkomst.
McCullougs maakte, toen zij zeven maanden oud was, haar eerste optreden in een luierreclame op televisie. In 1984, op zesjarige leeftijd, begon zij met acteren in de film breakin' 2: Electric boogaloo. Hierna heeft zij nog meerdere rollen gespeeld in films en televisieserie maar is vooral bekend van haar rol als dr. Robin Scorpio in de televisieserie General Hospital waar zij al in 910 afleveringen speelde (1985-2017). Voor haar rol in General Hospital won zij in 1989 en 1996 een Daytime Emmy Award in de categorie Uitstekende Jonge Actrice in een Dramaserie, en in 1986 en 1987 won zij een Young Artist Award in de categorie Uitsekende Optreden door een Jonge Actrice in een Serie.
McCullough had in de jaren negentig een langdurige relatie met acteur Freddie Prinze jr..

## Filmografie

### Films
- 2012 Among Friends – als vriendin van regisseur
- 2005 Greener Mountains – als Alice
- 2001 Dying to Dance – als Alyssa Lennox
- 2001 Legally Blonde – als Amy
- 1992 Consenting Adults – als Lori Parker
- 1991 Bugsy – als Barbara Siegel
- 1988 Purple People Eater – als Donna Orfus
- 1984 breakin' 2: Electric Boogaloo – als Kimberly / danseres

### Televisieseries
Uitgezonderd eenmalige gastrollen.
- 1985-2021 General Hospital – als dr. Robin Scorpio – 1146 afl.
- 2007-2008 General Hospital: Night Shift – als dr. Robin Scorpio – 27 afl.
- 2002-2008 The Shield – als Deena – 4 afl.
- 2004-2005 Joan of Arcadia – als Beth Reinhart – 6 afl.
- 2004 The Stones – als Audra – 4 afl.
- 2001 All My Children – als Robin Scorpio - 4 afl.
- 1999-2000 Once and Again – als Jennifer – 9 afl.

### Filmproducente
- 2019-2022 High School Musical: The Musical: De Serie - als televisieserie - 18 afl.
- 2019 The High Life - televisieserie - 1 afl.
- 2018 Seeing Is Believing: Women Direct - korte film

### Filmsregisseuse
- 2019-2022 High School Musical: The Musical: De Serie - als televisieserie - 11 afl.
- 2022 Boo, Bitch - als televisieserie - 3 afl.
- 2022 How I Met Your Father - televisieserie - 1 afl.
- 2021 With Love - televisieserie - 1 afl.
- 2021 Fantasy Island - als televisieserie - 1 afl.
- 2020 Roswell, New Mexico - televisieserie - 1 afl.
- 2020 Almost Family - televisieserie - 1 afl.
- 2019-2020 The Bold Type - televisieserie - 3 afl.
- 2020 Carol's Second Act - televisieserie - 1 afl.
- 2019 It's Always Sunny in Philadelphia - televisieserie - 1 afl.
- 2019 The Cool Kid - televisieserie - 1 afl.
- 2018-2019 One Day at a Time - televisieserie - 3 afl.
- 2018-2019 The Conners - televisieserie - 2 afl.
- 2018 Fuller House - televisieserie - 1 afl.
- 2018 All About The Washingtons - televisieserie - 2 afl.
- 2018 Youth & Consequences - televisieserie - 2 afl.
- 2016 Pretty Little Liars - televisieserie - 2 afl.
- 2015 Disney K.C. Undercover - televisieserie - 1 afl.
- 2013 Shake It Up - televisieserie - 1 afl.
- 2011 Nice Guys Finish Last - korte film

- Library of Congress Control Number: n2016020075
- Virtual International Authority File: 6146332974918732626
- WorldCat: E39PBJrcq6bCJXCgwxCDJvPPcP